# Claudia Tello Espinosa
Claudia Tello Espinosa (16 de octubre de 1964) es una política mexicana, docente y miembro del partido Movimiento Regeneración Nacional (Morena). Fue diputada federal para el periodo de 2018 a 2021 y reelegida para el de 2021 a 2024.

## Biografía
Es licenciada en Sociología por la Universidad Veracruzana y licenciada en Normal-Matemática, maestra en Ciencias de la Educación por el Instituto de Estudios Universitarios, A.C., y doctora en Educación Relacional y Bioaprendizaje por la Universidad Popular Autónoma de Veracruz. Tiene además estudios de diplomados en Gestión Educativa y en Fortalecimiento de Asesores Técnicos.
Ejerció como docente gran parte de su carrera profesional, que la llevó a ser entre 1987 y 2018 miembro activo del Sindicato Nacional de Trabajadores de la Educación (SNTE). Es miembro activo de Morena desde 2015, año en que fue precandidata a diputada federal. De 2015 a 2018 fue consejara nacional y delegada estatal de Morena en Veracruz.
En 2018 fue postulada candidata a diputada federal suplente por el Distrito 8 de Veracruz, siendo candidata a diputada propietaria Daniela Griego Ceballos, por la coalición Juntos Haremos Historia. Lograron el triunfo con el 40.9% de los votos. Sin embargo, Daniela Griego fue declarada inelegible como diputada y le fue retirada su constancia de mayoría por el Tribunal Electoral del Poder Judicial de la Federación debido a que no se había separado del cargo de consejera local del Instituto Nacional Electoral con el tiempo requerido por la ley electoral. En consecuencia a ello, Claudia Tello al ser suplente, asumió la titularidad de la diputación para la LXIV Legislatura de 2018 a 2021 y en la que fue secretaria de la comisión de Atención a Grupos Vulnerables; e integrante de las comisiones de Derechos Humanos; de Vivienda; y, del Comité de Ética.
En las elecciones de 2021 fue postulada por la coalición Juntos Hacemos Historia a la reelección por el mismo distrito electoral, logrando el triunfo con un 43.92%de los votos. En la LXV Legislatura ha sido secretaria de la comisión de Desarrollo y Conservación Rural, Agrícola y Autosuficiencia Alimentaria; e integrante de las comisiones de Economía Social y Fomento del Cooperativismo; de Ganadería; de Hacienda y Crédito Público; de Pesca; y, de Presupuesto y Cuenta Pública.
En septiembre de 2023 anunció que participaría en la encuesta para definir el aspirante de Morena a la gubernatura de Veracruz en las elecciones de 2024; y el 18 de octubre solicitó y recibió licencia a la diputación para ocuparse de dicha postulación.